# Myosorex rumpii
Espèce
Statut de conservation UICN

 EN B1ab(iii) : En danger
Myosorex rumpii est une espèce de musaraignes de la famille des Soricidae.  Elle doit son nom aux monts Rumpi (Cameroun) dont elle est endémique.